# Ваттнес, Кристьяун
Кристьяун Ваттнес Йонссон (исл. Kristján Vattnes Jónsson; 2 сентября 1916, Ваттарнес — 31 декабря 1992, Рейкьявик) — исландский легкоатлет, выступавший в прыжках в высоту, метании диска, толкании ядра, пятиборье и десятиборье. Участник летних Олимпийских игр 1936 года.

## Биография
Кристьяун Ваттнес родился 2 сентября 1916 года в исландском поселении на мысе Ваттарнес.
Выступал в легкоатлетических соревнованиях за КР из Рейкьявика. 14 раз становился чемпионом Исландии: по четыре раза в метании диска (1936—1939) и толкании ядра (1935—1938), трижды в метании копья (1935—1937), дважды в пятиборье (1936—1937), один раз в прыжках в высоту.
В 1936 году вошёл в состав сборной Исландии на летних Олимпийских играх в Берлине. В метании копья поделил в квалификации 22-25-е места, показав результат 52,00 метра — на 8 метров меньше норматива, дававшего право выступить в финале. Также был заявлен в толкании ядра, но не вышел на старт. Был знаменосцем сборной Исландии на церемонии открытия Олимпиады.
В 1939—1963 годах служил в полиции Рейкьявика.
Умер 31 декабря 1992 года в Рейкьявике.

## Личный рекорд
- Метание копья — 58,78 (1937)[1]

## Семья
Жена — Ловиса Хельгадоуттир. Поженились 29 октября 1938 года. Вырастили трёх сыновей и четырёх дочерей.